# Rhodopidae
Rhodopidae es una familia taxonómica de caracoles marinos moluscos gasterópodos opistobranquios de la superfamilia Murchisonelloidea.Se sabe muy poco sobre la forma de vida de estos animales. Los Rhodopidae están excluidos de Pulmonata y se clasifican como un orden separado Rhodopemorpha entre Opisthobranchia.Subclase Heterobranchia. El sistema nervioso central esmeagólido presenta caracteres pulmonares con procerebro, glándula cerebral y cuerpos dorsales.
Esta familia, del orden Nudibranchia,  es un clado basal de Mollusca heterobranquio. Están relacionados con los caracoles de la familia Murchisonellidea, todos los cuales tienen una concha estrecha con muchos verticilos. Los rhodipidae son pequeños, intersticiales o psammobióticos heterobrandas. Su pequeño tamaño y hábito de vivir en o entre los sedimentos han llevado a una reducción y simplificación de su morfología con una señal filogenética contradictoria de sus características anatómicas.